# José Manuel Pinto Colorado
José Manuel Pinto Colorado (Puerto de Santa María, Cadis, 8 de novembre del 1975) és un exfutbolista professional andalús, que jugava com a porter; va jugar durant sis temporades al FC Barcelona.

## Trajectòria

### Com a futbolista
Pinto es va formar en el CD Safa San Luis de la seva localitat natal, fins als 18 anys que va fitxar pel Reial Betis. En els seus primers anys a Sevilla va defensar la porteria del filial bètic a Segona Divisió B. La baixa de Valerio, a mitjan temporada 1997/98, li va permetre donar el salt al primer equip com a porter suplent, encara que aquesta mateixa campanya va arribar fins i tot a debutar a Primera Divisió, el 10 de maig del 1998, substituint el lesionat Toni Prats.
L'estiu de 1998 es va incorporar al Celta de Vigo. Durant diversos anys va alternar la titularitat i la banqueta amb el francès Richard Dutruel primer i posteriorment amb Óscar Pablo Cavallero Rodríguez. Amb el club vigués va participar en dues ocasions en la Copa de la UEFA i una en la Lliga de Campions de la UEFA. A més, va ser campió de la Copa Intertoto l'any 2000 (jugant com a titular els dos partits de la final davant el Zenit Sant Petersburg) i subcampió de la Copa del Rei el 2001.
El descens a Segona Divisió del Celta, la temporada 2003/04, va suposar l'arribada a la banqueta de Fernando Vázquez, qui va confiar a Pinto la titularitat. La següent temporada, novament a Primera, Pinto continuà com a titular indiscutible i va conquistar el Trofeu Zamora com a porter menys golejat del campionat. No obstant això, un any més tard, el seu equip va perdre novament la categoria.
Jugant a Segona Divisió, el 18 de gener del 2008 es va anunciar oficialment la seva incorporació, en qualitat de cedit, al FC Barcelona, que buscava un porter per suplir Albert Jorquera, porter suplent lesionat en un partit de la selecció catalana a les darreries de desembre de 2007 per a la resta de la temporada. Els blaugranes van pagar 500.000 euros per una cessió de sis mesos, reservant-se una opció de compra sense cost addicional. Finalment, quan van acabar els mesos de la cessió, el Barça va fitxar Pinto per una temporada més al Camp Nou.
El 28 d'agost de 2009 fou suplent en el partit de la Supercopa d'Europa que enfrontà el Barça contra l'FC Xakhtar Donetsk, que l'equip blaugrana guanyà per 1 a 0 en la pròrroga.
El març de 2011 es va anunciar la seva renovació un any més, fins al 30 de juny de 2012 i a partir d'aquí va anar renovant any rere any. El maig de 2014, en el darrer partit de la termporada contra l'Atlètic de Madrid va esdevenir el jugador més veterà que disputa un partit de lliga amb el Barça, amb 38 anys, sis mesos i nou dies.
El 19 de maig de 2014, després de sis temporades al club, el FC Barcelona va decidir de no prorrogar-li més el contracte, coincidint amb l'anunci del fitxatge de Marc-André ter Stegen.

## Palmarès

### Campionats estatals
| Títol               | Club                  | País      | Any     |
| ------------------- | --------------------- | --------- | ------- |
| Copa del Rei        | Futbol Club Barcelona | Catalunya | 2008-09 |
| Lliga espanyola     | Futbol Club Barcelona | Catalunya | 2008-09 |
| Supercopa espanyola | Futbol Club Barcelona | Catalunya | 2009    |
| Lliga espanyola     | Futbol Club Barcelona | Catalunya | 2009-10 |
| Supercopa espanyola | Futbol Club Barcelona | Catalunya | 2010    |
| Lliga espanyola     | Futbol Club Barcelona | Catalunya | 2010-11 |
| Supercopa espanyola | Futbol Club Barcelona | Catalunya | 2011    |
| Copa del Rei        | Futbol Club Barcelona | Catalunya | 2011-12 |
| Lliga espanyola     | Futbol Club Barcelona | Catalunya | 2012-13 |
| Supercopa espanyola | Futbol Club Barcelona | Catalunya | 2013    |

### Campionats internacionals
| Títol                      | Club                  | País      | Any       |
| -------------------------- | --------------------- | --------- | --------- |
| Copa Intertoto             | Celta de Vigo         | Espanya   | 2000      |
| Lliga de Campions          | Futbol Club Barcelona | Catalunya | 2008-2009 |
| Supercopa d'Europa         | Futbol Club Barcelona | Catalunya | 2009      |
| Campionat del Món de Clubs | FC Barcelona          | Catalunya | 2009      |
| Lliga de Campions          | Futbol Club Barcelona | Catalunya | 2010-11   |
| Supercopa d'Europa         | Futbol Club Barcelona | Catalunya | 2011      |
| Campionat del Món de Clubs | Futbol Club Barcelona | Catalunya | 2011      |

### Distincions individuals
| Distinció     | Any  |
| ------------- | ---- |
| Trofeu Zamora | 2006 |